# 九州鉄道記念病院
九州鉄道記念病院（きゅうしゅうてつどうきねんびょういん）は、福岡県北九州市門司区にある病院。かつては九州旅客鉄道（JR九州）管轄の鉄道病院（門司鉄道病院、JR九州病院）だったが、医療法人若葉会グループへの事業譲渡に伴い現在の名称となった。

## 概要
当初、国鉄職員向けの職域病院としてスタートしたが、民営化以降は他の病院と同様に一般向け診療を行っていた。2020年（令和2年）4月1日、JR九州は病院事業を医療法人若葉会グループへ移譲し、病院名は「九州鉄道記念病院」に変更。病院の医療社員は転籍という形で残り病院機能も継承されている。 

## 沿革
- 1917年（大正6年）6月1日 - 門司市（現・北九州市門司区）清滝町に門司鉄道病院として開設。
- 1955年（昭和30年）8月22日 - 現在地に移転。
- 1982年（昭和57年）7月1日 - 一般開放開始。
- 1987年（昭和62年）4月1日 - 国鉄分割民営化に伴い九州旅客鉄道に継承。
- 1989年（平成元年）6月1日 - JR九州病院に改称。
- 2020年（令和2年）4月1日 - JR九州から医療法人若葉会グループに経営母体を移管[1]、九州鉄道記念病院に改称。

## 診療科
- 内科
- 循環器内科
- 消化器内科
- リウマチ科
- 糖尿病内科
- 肝臓内科
- 血液内科
- 神経内科
- 呼吸器内科
- 外科
- 乳腺外科
- 整形外科
- 泌尿器科
- 婦人科
- 眼科
- 放射線科
- 耳鼻咽喉科
- 臨床検査科
- 病理診断科

## 医療機関の認定
- 保険医療機関[2]
- 労災保険指定医療機関[2]
- 身体障害者福祉法指定医の配置されている医療機関[2]
- 生活保護法指定医療機関（中国残留邦人等の円滑な帰国の促進並びに永住帰国した中国残留邦人等及び特定配偶者の自立の支援に関する法律（平成6年法律第30号）に基づく指定医療機関を含む。）[2]
- 難病の患者に対する医療等に関する法律（平成26年法律第50号）に基づく指定医療機関[2]
- 原子爆弾被害者一般疾病医療取扱医療機関[2]
- 在宅療養後方支援病院[2]
- DPC対象病院[2]
- 救急告示医療機関[2]
- 病院群輪番制参加医療機関[2]

## 交通アクセス
- JR山陽本線・鹿児島本線「門司駅」より徒歩で約10分[3]。
- 西鉄バス「高田二丁目」停留所より徒歩で約1分[3]。

## 系列病院（医療法人若葉会）

### 東日本
- 柿生記念病院 - 神奈川県川崎市麻生区
- 川崎田園都市病院 - 神奈川県川崎市麻生区
- 横浜田園都市病院 - 神奈川県横浜市緑区

### 西日本
- 昭和病院 - 大阪府摂津市
- 豊中若葉会病院 - 大阪府豊中市
- 淀川若葉会病院 - 大阪府大阪市東淀川区
- 堺若葉会病院 - 大阪府堺市北区
- 六甲病院 - 兵庫県神戸市
- 明石回生病院 - 兵庫県明石市
- 王子回生病院 - 兵庫県明石市
- 福山第一病院 - 広島県福山市
- 西条中央病院 - 広島県東広島市
- 九州鉄道記念病院 - 福岡県北九州市門司区

### 過去
- さいたま記念病院 - 埼玉県さいたま市見沼区（2024年12月、医療法人徳洲会へ事業譲渡。）